# Гай Силий
Гай Си́лий (лат. Gaius Silius; казнён в 48 году, Рим, Римская империя) — древнеримский сенатор, десигнированный консул, любовник Валерии Мессалины.

## Биография
Сын Гая Силия Цецины Ларга, консула 13 года. По словам Тацита, был красивейшим из молодых людей Рима. В 48 году, будучи определён в консулы на следующий год, инициировал в сенате восстановление закона Цинция (Lex Cincia) «со стародавних времён воспрещавшего принимать деньги или подарок за произнесение в суде защитительной речи» и был поддержан сенаторами. Эта мера была направлена против Публия Суиллия Руфа и подобных ему бессовестных защитников и обвинителей, наживавшихся на организации судебных процессов.
Жена императора Клавдия Мессалина, воспылавшая к Силию необузданной страстью, развела его с супругой, Юнией Силаной, и вступила с молодым сенатором в открытую связь. Силий понимал опасность таких отношений, но, поскольку отвергать любовь императрицы было смертельно опасно, «находил утешение в том, что не думал о будущем и черпал наслаждение в настоящем». Понимая, что рано или поздно о его связи с Мессалиной узнает Клавдий, Силий предложил любовнице избавиться от принцепса и вступить с ним в брак, а так как у него не было детей, выразил готовность усыновить Британника. Мессалина без восторга отнеслась к идее узурпации, ибо опасалась, что затем Силий избавится от неё самой, но перспектива нового брака при живом муже захватила её своей наглостью. Воспользовавшись отъездом императора на жертвоприношение в Остию (Дион Кассий пишет, что принцепс отправился контролировать доставку хлеба), любовники торжественно провели свадебную церемонию.
Могущественные вольноотпущенники Клавдия Каллист, Паллант и Нарцисс были весьма озабочены действиями Мессалины, но только Нарцисс решился открыть принцепсу глаза, использовав для этого двух клавдиевых наложниц, Кальпурнию и Клеопатру. Растерявшийся Клавдий вопрошал своих приближённых о том, находится ли власть по-прежнему в его руках и остаётся ли Силий частным лицом, а тем временем Мессалина устроила во дворце представление со сбором винограда, на котором изображала вакханку, размахивая тирсом, вместе с увитым плющом Силием и под аккомпанемент непристойных куплетов. Нарцисс заручился поддержкой преторианцев и организовал возвращение Клавдия в город. Узнав, что разгневанный император движется к Риму, Мессалина, брошенная почти всеми сторонниками, бежала из города на мусорной тележке в сады Лукулла, а Силий вернулся к исполнению своих обязанностей на форуме.
В доме Силия была обнаружена статуя его отца, подлежавшая уничтожению, согласно постановлению сената, а также собственность рода Юлиев-Клавдиев, переданная Мессалиной своему любовнику. Арестованный сенатор, в отличие от императрицы, не стал оправдываться или умолять об отсрочке наказания, а напротив, просил быстрее провести казнь. Ряд его сообщников также был казнён по этому делу.
Светоний пишет, что Клавдий сам был в числе свидетелей на свадьбе своей жены с Силием и в числе подписавших брачный договор; якобы, его убедили, что церемония была инсценировкой, призванной перенести на другого опасность, возвещенную императору какими-то знамениями.
Ювенал упоминает историю скандального бракосочетания в десятой сатире: